# Shep

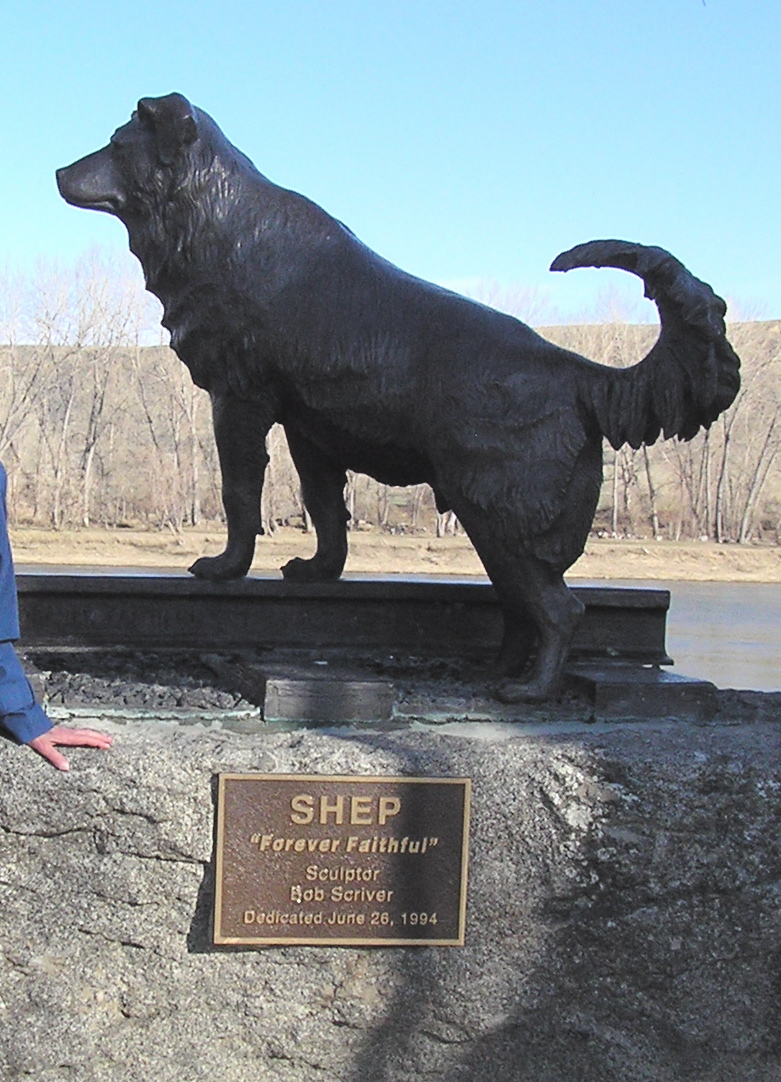
La statua in bronzo di Shep lungo il fiume Missouri, a Fort Benton

Shep (? - Fort Benton, 12 gennaio 1942) è stato un cane di razza Border Collie, divenuto famoso poiché, dopo la morte del padrone nel 1936, ne attese invano il ritorno per più di cinque anni lungo i binari della stazione di Fort Benton (Montana, Stati Uniti d'America), fino al giorno in cui morì, travolto da un treno.
La vicenda creò una notevole eco negli Stati Uniti tra la fine degli anni trenta e i primi anni quaranta. 
A Shep sono dedicati almeno tre monumenti nello Stato del Montana e gli è intitolata una fondazione che opera a scopo benefico.

## Storia
Shep era il cane di un non meglio identificato pastore residente a Fort Benton, cittadina di poche centinaia di abitanti nello Stato del Montana. Un giorno dell'estate del 1936, l'uomo si ammalò gravemente e venne ricoverato presso il locale ospedale "Saint Clare". Le cure furono inutili e il pastore morì dopo pochi giorni di agonia. Durante la sua permanenza in ospedale, fuori dell'edificio era rimasto in fedele attesa il cane, del quale si era curata solo una suora addetta alle cucine del "Saint Clare".
Venuti a conoscenza della morte del pastore, i parenti, residenti negli Stati Uniti orientali, ne reclamarono la salma. Il cane seguì il trasporto della bara fino alla stazione, ma, non avendo i parenti del pastore reclamato anche l'animale, non gli fu permesso di salire sul treno. Da quel giorno, il fedelissimo Border Collie si stabilì nella piccola stazione di Fort Benton, attendendo, accanto ai binari, l'arrivo dei treni, nella vana speranza di veder tornare il padrone.
Gli inservienti della stazione, gestita dalla Great Northern Railway (antenata dell'attuale BNSF Railway), ignorando il vero nome del cane, lo ribattezzarono "Shep" (da shepherd, pastore). A Fort Benton facevano tappa appena quattro treni al giorno: Shep ne attendeva l'arrivo con le zampe anteriori appoggiate sui binari, ritraendosi al sopraggiungere del treno e scrutando tutti i passeggeri che scendevano.
In breve, la storia di Shep divenne assai celebre negli Stati Uniti. La sua vicenda fu pubblicata in diversi giornali nazionali e trasmessa nei cinegiornali, tanto da fare di Shep una celebrità degli anni post-Grande depressione: molte persone, soprattutto bambini, gli inviavano lettere e doni, mentre diversi viaggiatori deviavano il proprio percorso dalla linea ferroviaria principale e si dirigevano a Fort Benton al solo fine di vedere Shep con i propri occhi. Alcuni tentarono anche di adottarlo, ma Shep non lo permetteva: al contrario, si avvicinava alla stazione solo all'arrivo dei quattro treni giornalieri e per mangiare ciò che gli impiegati nella Great Northern Railway e i passeggeri gli lasciavano; dopodiché si allontanava dalla stazione.
Di Shep è ignota anche la data di nascita, ma non sembrava più giovanissimo allorché apparve per la prima volta sulla banchina della stazione di Fort Benton. Con il passare degli anni, il suo stato di salute peggiorò, specie a livello di udito. Ciò, unito alla sua abitudine di attendere l'arrivo dei treni con le zampe anteriori poggiate sui binari, lo condusse alla morte. Il 12 gennaio 1942, infatti, dopo quasi sei anni di fedele attesa, Shep non udì, se non quando si trovava a pochi metri di distanza da lui, il treno numero 235 delle 10.17, che sopraggiungeva alle sue spalle: quando il cane si accorse del treno, tentò velocemente di ritrarsi, ma le sue zampe scivolarono sui binari ghiacciati e fu travolto mortalmente dal mezzo.
La drammatica morte di Shep sconvolse la comunità di Fort Benton, che due giorni dopo lo commemorò con una grande cerimonia, alla quale presenziarono centinaia di persone e la guardia d'onore; il sindaco di Fort Benton lesse nell'occasione l'Eulogy on the Dog (elogio al cane), la celeberrima arringa con cui, nel 1870, l'avvocato George Graham Vest (già senatore confederato e più tardi anche dell'Unione) sostenne con successo le ragioni del proprietario del cane Old Drum, ucciso a colpi di pistola da un vicino nel Missouri.
La Great Northern Railway decise di omaggiare Shep con un memoriale, eretto sulla sommità di una collina che dominava la stazione di Fort Benton: il cane fu sepolto alla base di un obelisco, a fianco del quale furono innalzate una gigantografia in legno dipinto, raffigurante Shep, e alcune pietre bianche disposte di modo da formarne il nome; l'intera opera era illuminata di notte da alcune luci, affinché fosse sempre visibile dai passeggeri dei treni in transito. Tuttavia, dopo che la linea passeggeri non fu fatta più passare da Fort Benton, l'impianto di illuminazione fu eliminato e il memoriale decadde.
Solo nel 1988, la tomba fu finalmente restaurata. Quattro anni dopo, invece, in occasione del cinquantenario della morte di Shep, il comune di Fort Benton decise di omaggiarlo con un memoriale più sontuoso: le luci furono riportate sul sito e la gigantografia in legno fu sostituita con una in acciaio; a fianco del memoriale fu, infine, eretta una grande scritta gialla ("SHEP"), al posto delle vecchie pietre.
Due anni dopo, una statua in bronzo fu realizzata dallo scultore Bob Scriver e collocata nel centro cittadino, lungo le sponde del fiume Missouri: la statua raffigura Shep nella classica posizione di attesa, con le zampe anteriori poggiate sul binario. L'opera, costata 75.000 dollari, fu finanziata vendendo al pubblico i mattoncini del relativo basamento; i donatori sono stati poi ricompensati con l'incisione dei loro nomi sul rispettivo mattone.
Il locale Museum of the Upper Missouri conserva il collare e la ciotola di Shep.
A Shep è stata, inoltre, intitolata una fondazione ("Shep Fund"), che si occupa dei bambini affetti da cecità e sordità del Montana: presso la relativa "Montana School for the Deaf and Blind" è stato eretto un terzo monumento dedicato a Shep.